# Juan Bautista de Rossi
Juan Bautista de Rossi (1698, Génova - 1764, Roma) fue un presbítero italiano y un santo de la iglesia católica.
A los trece años se estableció en Roma, en casa de un primo canónigo en Cosmedin, para poder estudiar en el colegio romano de los jesuitas. En 1714 siguió los estudios eclesiásticos, y terminó los estudios de teología con los dominicos.
A pesar de su epilepsia y una enfermedad de los ojos, realizó con constancia trabajos en beneficio de los pobres de la ciudad y de los recogidos en los hospicios. En las plazuelas romanas solía improvisar un sermón entre los desocupados o a la gente que regresaba del trabajo. La simpatía que despertaba entre la gente humilde de los barrios atraía a su confesonario largas filas de penitentes.
León XIII lo canonizó el 8 de diciembre de 1881. 